# Jules Gauthier (historien)
Pour les articles homonymes, voir Jules Gauthier et Gauthier.
Jules Gauthier est un archiviste et historien français né le 29 février 1848 à Besançon et mort le 16 octobre 1905 à Dijon.

## Biographie
Élève de l'École impériale des chartes, il obtient en 1870 le diplôme d'archiviste paléographe grâce à une thèse intitulée Les origines du Parlement de Franche-Comté, étude sur l’organisation des tribunaux du souverain dans cette province du XIIe siècle au commencement du XVe et est major de sa promotion.
Dès 1869, licencié en droit, il est avocat à la cour d'appel de Besançon et le reste jusqu'en 1874. Il fait son service militaire pendant la Guerre de 1870, comme officier d'artillerie mobile puis officier d'ordonnance du général Henri-Marius Rolland. Démobilisé, il reste pendant sa vie sous-lieutenant de réserve, puis adjoint à l'intendance de Belfort.
Le 23 mars 1870, il est nommé archiviste départemental du Doubs, poste qu'il conserve pendant plus de 30 ans, jusqu'en 1903. Il se montre très actif dans la publication des inventaires et des sources, et prend part aux travaux d'histoire locale et à la vie savante comtoise : il est notamment président de l'Académie des sciences, belles-lettres et arts de Besançon, président de la Société d'émulation du Doubs. Reconnu nationalement, il est aussi correspondant de l'Académie des inscriptions et belles-lettres (Institut de France), inspecteur divisionnaire de la Société française d'archéologie et correspondant du Comité des monuments historiques.
À partir de 1901, il est chargé d'un cours d'histoire de la Franche-Comté à l'université de Besançon. Il termine sa carrière comme archiviste départemental de la Côte-d'Or (1903-1905).
Il est nommé chevalier de la Légion d'honneur (décret du 10 août 1899) et est officier de l'Instruction publique (1888 ; officier d'académie en 1878). Il est le père de l'archiviste Léon Gauthier.

## Œuvre
Ses travaux extrêmement variés portent surtout sur l'histoire de la Franche-Comté, au Moyen-Âge et sous l'Ancien Régime.
L’Académie française lui décerne le prix Bordin en 1872 pour Histoire de Marie Stuart.